# Бахарав-Миара, Гали
Гали Бахарав-Миара (ивр. גלי בהרב-מיארה‎; родилась 18 сентября 1959 года) — израильский юрист, действующий юридический советник правительства Израиля. Прежние должности: окружной прокурор Тель-Авива по гражданским делам и консультант юридической фирмы Tadmor & Co. Первая женщина — юридический советник правительства Израиля.

## Биография
Родилась в семье Шуламит (в девичестве Давидович), художницы и Эмануэля Бахарава, который служил в Пальмахе и участвовал в войне за независимость Израиля. Получила степень бакалавра с отличием (1984 год) и степень магистра права (1990 год) Тель-Авивского университета, где работала ассистентом преподавателя и адъюнкт-профессором.
В 1985 году Гали поступила на работу в окружную прокуратуру Тель-Авива, где проработала около тридцати лет на различных должностях, её деятельность была связана, в основном, с гражданским и административным правом. В 2002 году была назначена директором административного отдела окружной прокуратуры. В период 2007 по 2015 год занимала должность окружного прокурора Тель-Авива по гражданским делам. В деликтах, поданных палестинцами, проживающими на палестинских территориях, против Израиля, проводила политику противодействия судебным искам. В 2014 году стала кандидатом на должность генерального директора Министерства юстиции, но в итоге не была избрана.

## После ухода из прокуратуры
После ухода из государственной прокуратуры работала консультантом в юридической фирме Tadmor & Co.
С 2015 года она была назначена членом комиссии по государственной службе. В её обязанности входило утверждение назначений на руководящие должности, требующие одобрения правительства. Она также была членом Консультативного комитета по Закону об административных судах и Консультативного комитета по гражданскому процессу, возглавляла Комиссию по проверке назначений в муниципальных корпорациях в Министерстве внутренних дел, возглавляла Общественную комиссию по проверке частных лиц, была членом Совета административных судов.
В 2018 году по запросу прокуратуры Гали Миара написала заключение в защиту Бенни Ганца и Амира Эшеля на деликт, поданный в голландский суд палестинцем, члены семьи которого были убиты во время войны в Газе в 2014 году, после чего иск был отклонен.
В мае 2019 года вместе с бывшими высокопоставленными сотрудниками Государственной прокуратуры и офиса юридического советника правительства подписала заявление против инициатив по предоставлению Кнессету права отмены решений Верховного суда и против расширения Закона об иммунитете.

## Юридический советник правительства Израиля
В ноябре 2021 года Гали Бахарав-Миара была объявлена министром юстиции Гидеоном Сааром одним из трёх кандидатов на должность юридического советника правительства и считалась его предпочтительным кандидатом. Её кандидатура была поддержана тогдашним премьер-министром Нафтали Беннетом. 7 февраля 2022 года Правительство единогласно одобрило её назначение. Гали Бахарав-Миара — первая женщина, занявшая эту должность.

## Частная жизнь
Бахарав-Миара была замужем за Ционом Миарой, занимавшим руководящие должности в службах безопасности. С 2002 года семья борется с диагнозом БАС, поставленным Циону, вплоть до его кончины в июне 2025 года. В семье трое сыновей. Гали живёт в Гиватаиме.